# 沼津市立第二小学校
沼津市立第二小学校（ぬまづしりつ だいにしょうがっこう）は、静岡県沼津市常盤町にある公立小学校。ことばの教室が設置されている。

## 沿革
- 1873年（明治6年）9月 - 小学「明強舎」として創立[1]。
- 1878年（明治11年）6月 - 「明強舎」と「集成舎」が合併して小学「沼津黌」に改称[1]。
- 1879年（明治12年）4月 - 「公立小学黌」に改称[1]。
- 1887年（明治20年）
  - 1月 - 「尋常小学 沼津黌」に改称[1]。
  - 10月 - 「公立沼津尋常小学校」に改称[1]。
- 1892年（明治25年）5月 - 「町立沼津尋常小学校」に改称[1]。
- 1901年（明治34年）4月 - 女子校「町立沼津女子尋常小学校」に改編[1]。
- 1928年（昭和3年）4月 - 「沼津市立第二尋常小学校」に改称[1]。
- 1930年（昭和5年）4月 - 男女共学に再編し現在地に移転[1]。
- 1941年（昭和16年）4月 - 「沼津市立第二国民学校」に改称[1]。
- 1947年（昭和22年）4月 - 「沼津市立第二小学校」に改称[1]。
- 1961年（昭和36年）3月 - 開校30周年記念教育像「ともしび」竣工[1]。
- 1981年（昭和56年）11月 - 創立108周年（明治6年・明強舎）記念事業「明強祭」を挙行[1]。

## 関連事項
- 静岡県小学校一覧